# Steinknickle
Das Steinknickle ist eine 527,1 m ü. NHN hohe Erhebung im Nordwesten des Mainhardter Waldes. Es liegt bei Neuhütten im baden-württembergischen Landkreis Heilbronn. Auf ihm steht als beliebtes Ausflugsziel der Aussichtsturm Steinknickleturm.

## Geographie

### Lage
Das Steinknickle erhebt sich am Nordrand des Mainhardter Waldes auf der kleinen Stubensandstein-Kuppenhochfläche des Burgfriedens und auf der Gemarkung des Wüstenroter Ortsteils Neuhütten, dessen Siedlungsbereich sich direkt östlich der Erhebung ausbreitet. In einem Bogen von Nordosten über Nordwesten bis Südwesten um das im Naturpark Schwäbisch-Fränkischer Wald liegende Steinknickle entspringen am Hang unterhalb der Hagenbach und weitere Zuflüsse des etwas weiter im Westen nördlich zur Brettach fließenden Bernbachs, auf seiner Ostflanke der Dachsbach, der nach Süden zur Fichtenberger Rot läuft.

### Naturräumliche Zuordnung
Das Steinknickle gehört in der naturräumlichen Haupteinheitengruppe Schwäbisches Keuper-Lias-Land (Nr. 10), in der Haupteinheit Schwäbisch-Fränkische Waldberge (108) und in der Untereinheit Mainhardter Wald (108.4) zum Naturraum Hinterer Mainhardter Wald (108.41).

## Schutzgebiete
Auf dem Steinknickle liegt das Landschaftsschutzgebiet Steinknickle (CDDA-Nr. 324825; 1981 ausgewiesen; 14 ha groß), an das sich das bis auf die Nord- und Westflanken der Erhebung reichende Fauna-Flora-Habitat-Gebiet Löwensteiner und Heilbronner Berge (FFH-Nr. 7021-341; 5427,53 km²) anschließt.

## Steinknickleturm

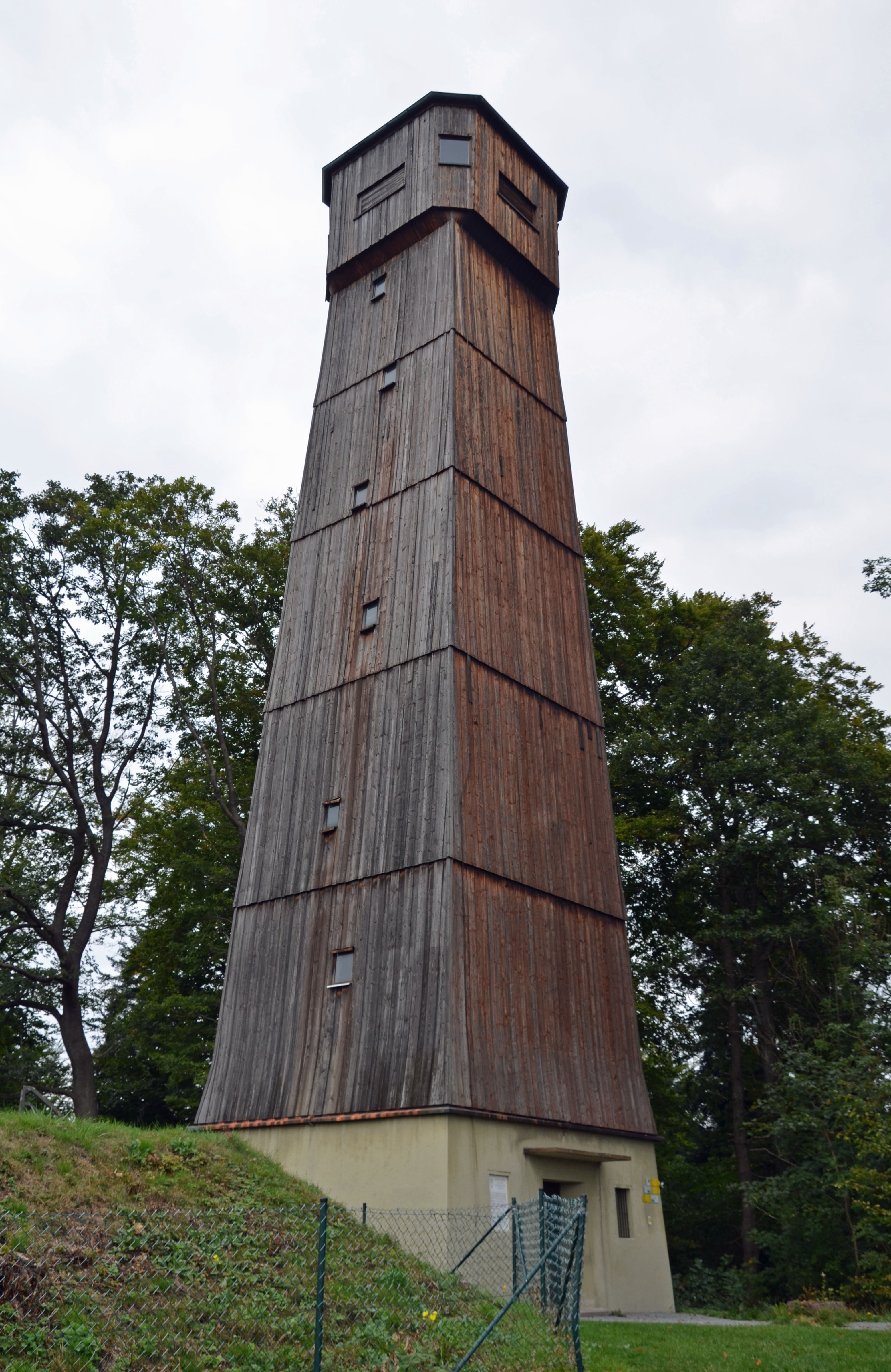
Aussichtsturm auf dem Steinknickle

1913 errichtete die damalige Gemeinde Neuhütten einen ersten, 25 m hohen Aussichtsturm auf der Kuppe westlich des Orts. 1935 übernahm ihn der Schwäbische Albverein. 1945 beschädigte Beschuss amerikanischer Artillerie den Turm. Nach weiteren Sturmschäden in den Jahren 1955 und 1956 musste er im Mai 1956 abgebrochen werden. An seiner Stelle errichtete man 1957 mit dem Steinknickleturm einen neuen Turm in Holzbauweise auf einem Betonsockel, der mit seinen 30 m etwas weiter aufragt als sein Vorgänger es tat. Dieser neue Turm wurde am Himmelfahrtstag 1957 eingeweiht; am 3. Juni 2007 feierte man das 50-jährige Jubiläum seiner Eröffnung.
Der Turm bietet nach Westen Ausblick ins Weinsberger Tal, nach Norden über die Hohenloher Ebene, bei klarem Himmel bis in den Odenwald. Im Osten sind Teile der Waldenburger Berge, im Süden des Mainhardter Waldes bis zur Hohen Brach bei Grab, im Westen der Löwensteiner Berge mit dem Stocksberg zu sehen.
Seit 1995 gibt es am Fuß des Turms auch eine Grillstelle und einen Kinderspielplatz.

## Naturfreundehaus
Am Westfuß der Turmkuppe steht etwa 150 m entfernt an der beginnenden Stufenkante hinab zu den weiten Wäldern um den Bernbach das 1913 eröffnete Naturfreundehaus Steinknickle, seinerzeit das erste in Württemberg. Es bietet in Vierbettzimmern und drei Schlafsälen Übernachtungsmöglichkeiten für etwa 80 Personen und wird ganzjährig an Wochenenden von Ehrenamtlichen bewirtschaftet. Zum Naturfreundehaus führen von den Bahnhöfen in Heilbronn, Obersulm-Eschenau, Öhringen und Sulzbach an der Murr eigens markierte Wanderwege.